# Grisciano
Grisciano è una frazione del comune di Accumoli, in provincia di Rieti, nella regione Lazio.

## Geografia fisica

### Territorio
Grisciano è l'ultimo paese dell'alta Sabina, sul confine con le Marche. È sul Tronto a destra, quando questi, lasciando la Sabina, incontra gli opposti sproni improvvisi dei monti Sibillini e volta decisamente al mare. È uno dei 17 paesi del Comune di Accumoli, l'ultimo, verso nord-est della provincia di Rieti.
Geograficamente è ai piedi dei primi Appennini Abruzzesi ove questi s'iniziano, opposti ai più alti monti Sibillini. Mentre questa è un grande conglomerato calcareo, le alture abruzzesi sono di pietra arenaria frammista a grandi banchi di argilla di formazione secondaria e terziaria e di origine sismica o alluvionale.

## Storia
Il nome Grisciano rimanda a un tal Grisio, che i documenti farfensi ricordano nel 745 come possessore di vasti latifondi tra Umbria e Abruzzo. Con il nome di Grisiano e documentato nel 1037 e di curtem de Cariano nel 1052.
La tradizione locale vuole che il paese si sia formato con il concorso di parte degli abitanti di Collefiorito (ora Spelonga). Il che potrebbe essere avvalorato dal fatto che le parrocchiali di Grisciano e di Spelonga sono entrambe intitolate a Sant'Agata.
Secondo don Luigi Celani, che ne fu parroco dal 1941 al 1944 e che ne ha scritto la storia, il paese attuale sarebbe il terzo di questo nome: il primo si trovava sulla riva sinistra del Chiarino, nel luogo detto ancora Ngrisciano, e sarebbe andato distrutto durante le lotte del secolo XII; il secondo alla foce del Chiarino, da dove fu spazzato via in gran parte (26 case) dall'alluvione del 24 giugno 1858 e dalle successive del 1874, 1885, 1887 e 1902. Di questo secondo abitato, formato da strutture rinascimentali, restano le parti estreme, ossia il Palazzo Organtini e Grisciano Vecchio dove, su alcuni architravi, decorati con stelle e stemmi di Accumoli, si leggono le date 1493, 1510 1554, 1664 ecc. Nel 1572 Grisciano fu sede di un sinodo indetto dal Camaiani forse per i sacerdoti delle vicarie dell'alto Tronto.
Si tramanda in paese il ricordo del passaggio di San Benedetto Labre, pellegrino 12 volte da Roma a Loreto (seconda metà del XVIII secolo). Una volta, ospite dei Rendina, predisse a una donna della casa la nascita di un "servo di Dio": nacque Francesco Rendina, che poi fu parroco di Tufo. Nel 1816 ai Mazzancolli una grande frana ostruì il Tronto.
Nell'anno 1900 gita a Pizzo di Sevo per celebrare l'anno santo (se ne conserva una memoria in elegante latino del parroco don Pietro Rufini). Nel 1944 nel cielo di Grisciano vi fu un duello aereo tra inglesi e tedeschi. Nello stesso anno vi si acquartierò un reggimento proveniente da Cassino. Fino a qualche anno fa era viva in paese una tradizione dei poeti a braccio, tra i quali si ricordano Gaspare Cristallini, un certo Molichella e Gioacchino Rendina con il figlio Amadigi.

## Monumenti e luoghi d'interesse

### Chiesa di Sant'Agata
Nella nuova parrocchiale di Sant'Agata, costruita nel 1930 (l'antica era stata demolita nel 1923) vi è decorata a tempera da Giuseppe Canali la Madonna in trono con Bambino o Madonna del latte o della Neve, pregevole terracotta policroma (m 1,39 x 0,83), mutila della base, dentro una nicchia quattrocentesca sormontata da un arco a cornice che incastona una conchiglia, opera di un seguace di Silvestro dell'Aquila (XV-XV secolo). Secondo la tradizione fu cotta sul posto, nella fornace ai Campi, certamente prima del 1580, quando menzionata in una visita pastorale; fu restaurata ne 1991. Nell'altare a destra si trova la tela di Sant'Agata, più volte restaurata, di autore ignoto di modi tardomanieristici.
Le campane sono del 1616 (di Josef de Nursia) e del 1680 (rifusa nel 1947).

### Eventi
Ogni anno il 18 di Agosto, si svolge la sagra della pasta alla griscia (o gricia).
La Gricia è un piatto che veniva consumato principalmente dai pastori che andavano per pascoli con strutto, pasta secca, guanciale, pepe e pecorino; è un piatto antico, antenato della più famosa versione amatriciana.

## Infrastrutture e trasporti

### Strade
Grisciano si trova lungo la Strada statale 4, l'antica Via Salaria, che oggi è una strada ad una sola carreggiata ma in buona parte a scorrimento veloce (con diversi tratti ancora da ammodernare). La Salaria collega Grisciano da un lato ad Accumoli, Roma e al capoluogo di provincia Rieti, dall'altro ad Ascoli Piceno e al mare Adriatico.

### Ferrovie
Grisciano non è servito da alcuna linea ferroviaria. Il paese avrebbe dovuto essere collegato dalla Ferrovia Salaria (Roma-Rieti-Ascoli Piceno-San Benedetto del Tronto), che fu più volte progettata ma mai realizzata.